# Andreas Skouras
Andreas Skouras (* 1972 in Thessaloniki) ist ein griechisch-deutscher Pianist und Cembalist.

## Biografie
Skouras besuchte das Odeon in Thessaloniki und studierte an der Hochschule für Musik und Theater München bei Hedwig Bilgram, Ketil Haugsand, Franz Massinger und Lars Ulrik Mortensen. Als Pianist und Cembalist trat er solistisch, im Liedduo und mit Orchester weltweit in Konzerthäusern und auf Festivals auf. Er spielte unter anderem mit dem Ensemble Intercontemporain, dem ASKO Ensemble und dem English Chamber Orchestra. Daneben war er an CD-, Rundfunk- und Fernsehproduktionen beteiligt.
Skouras’ Repertoire umfasst barocke, klassische und romantische Werke. Außerdem befasst er sich besonders mit Werken griechischer Komponisten, zum Beispiel „Khoai“ von Iannis Xenakis, eines der anspruchsvollsten Stücke für Cembalo. Zahlreiche zeitgenössische Komponisten schrieben Stücke für ihn, darunter Dieter Acker, Frank Corcoran, Bertold Hummel, Peter Kiesewetter und Fredrik Schwenk. Skouras unterrichtete Cembalo an der Hochschule für Musik und Theater München und gab Meisterkurse am staatlichen Konservatorium in Tiflis.

## Auszeichnungen
- 2003: Bayerischer Kunstförderpreis[4]
- 2007: Stipendium für Musik der Landeshauptstadt München[5]

## Aufnahmen (Auswahl)
- 2005: Sonaten und Sonatinen von Joseph Haydn und Fredrik Schwenk (Cavalli)
- 2009: Fragmenta Missarum pro Defunctis von Michael Bastian Weiß (Neos)
- 2016: Complete Works For Piano Solo von Bernd Alois Zimmermann (Neos)
- 2016: Chamber Music For Violin, Piano And Harpsichord von Charles Wuorinen mit Anne Skouras (Neos)
- 2016: Ins Offene – Klaviermusik Der Moderne (Neos)
- 2017: Piano Works von Kalevi Aho (Neos)
- 2017: Complete Works For Piano & Harpsichord von Anders Eliasson (Neos)
- 2018: Wolfgang Jacobi 125 – Live @ Megève Festival Savoy Truffle (Neos)
- 2018: Domenico Scarlatti And The Modern Era Of The Harpsichord (Neos)
- 2020: Klaviersuite "1922" von Paul Hindemith (Neos)